# Види спорту
Вид спорту — сукупність видів спортивних змагань, об'єднаних за ознаками схожості правил, однієї спортивної федерації тощо.

## Вид спорту з погляду МОК
Традиційно з погляду Міжнародного олімпійського комітету окремим видом спорту вважається сукупність всіх видів змагань, проведених однією міжнародною федерацією. Виняток становили сучасне п'ятиборство і біатлон, якими до 1993 року керувала одна міжнародна федерація.
Види спорту, визнані МОК відповідно до Олімпійської хартії, називаються олімпійськими; тільки олімпійські види спорту можуть бути включені в програму Олімпійських ігор. Олімпійська хартія виділяє як особливу групу зимові види спорту — «види спорту, якими займаються на снігу або на льоді» — тільки вони можуть включатися в програму Зимових Олімпійських ігор.